# Guna (hinduisme)
En el pensament indi, guna (en devanagari गुण, transcripció IAST guṇa) és cadascuna de les tres qualitats que componen l'univers:
- sattvà (equilibri)
- rajas (activat)
- tamas (passivitat)

Cadascuna no pot existir sense les altres i estan presents en diferents proporcions en tot el que existeix, des de la matèria (prakriti o 'natura') fins al més subtil, i tant a nivell físic com emocional o mental.